# カロリーネ・シェリング

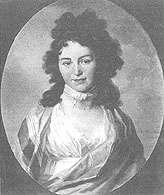
カロリーネ

カロリーネ・シェリング （独: Karoline Schelling, 1763年9月2日 - 1809年9月7日）は、ドイツロマン主義文学の時代に大きな影響をあたえた女性。当時の知的な女性のシンボル的な存在で、彼女自身の著作はないが、ロマン主義の作家・哲学者たちと親密な交際を行った。
1763年9月2日にゲッティンゲンで誕生した。父親は神学者・東洋学者として知られ、ゲッティンゲン大学教授のヨハン・ダーヴィト・ミヒャエリス。1796年に文学者アウグスト・ヴィルヘルム・シュレーゲルと結婚するもイェーナ大学の哲学教授フリードリヒ・シェリングと恋愛、1803年、シュレーゲルと協議離婚し大学を辞任したシェリングとヴュルツブルクで結婚した。1806年ミュンヘンに移住、1809年9月7日、療養先のマウルブロンで死去。